# Maculoncus parvipalpus
Maculoncus parvipalpus är en spindelart som beskrevs av Jörg Wunderlich 1995. Maculoncus parvipalpus ingår i släktet Maculoncus och familjen täckvävarspindlar.
Artens utbredningsområde är Grekland. Inga underarter finns listade i Catalogue of Life.